# Aaptos duchassaingi
Aaptos duchassaingi är en svampdjursart som först beskrevs av Topsent 1889.  Aaptos duchassaingi ingår i släktet Aaptos och familjen Suberitidae. Inga underarter finns listade i Catalogue of Life.